# Пшистави (Славенський повіт)
Пшистави (пол. Przystawy) — село в Польщі, у гміні Малехово Славенського повіту Західнопоморського воєводства.
Населення — 349 осіб (2011).

## Демографія
Демографічна структура станом на 31 березня 2011 року:
|          | Загалом | Допрацездатний вік | Працездатний вік | Постпрацездатний вік |
| -------- | ------- | ------------------ | ---------------- | -------------------- |
| Чоловіки | 182     | 49                 | 115              | 18                   |
| Жінки    | 167     | 37                 | 96               | 34                   |
| Разом    | 349     | 86                 | 211              | 52                   |